# Papiermühle (Stötteritz)

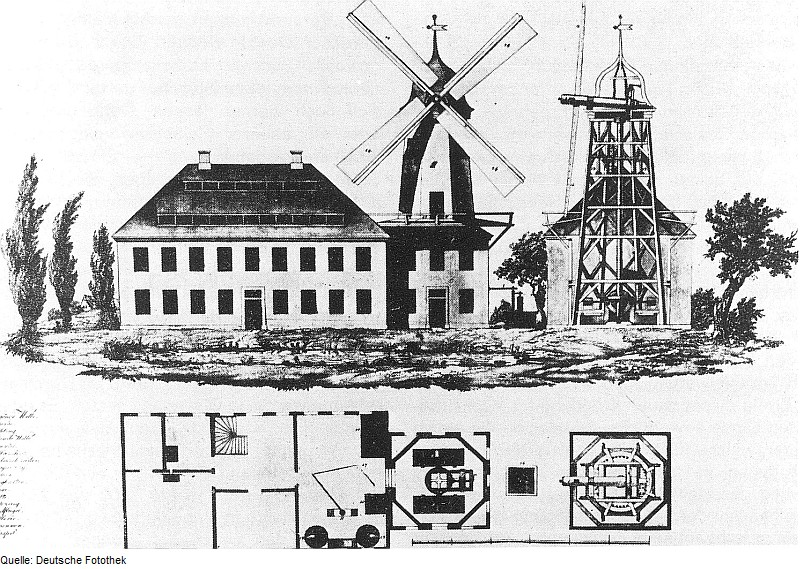
Papiermühle Stötteritz, Entwurfszeichnung von 1801

Die Papiermühle war eine mit einer Windmühle angetriebene Anlage zur Papierherstellung und später ein Gasthof im Dorf Stötteritz, das seit 1910 ein Stadtteil von Leipzig ist.

## Lage

Lage der Papiermühle auf einem Plan von 1832

Die Papiermühle lag etwas außerhalb westlich des Dorfes Stötteritz. Sie war von der von Thonberg über Stötteritz nach Holzhausen führenden Straße (heute Holzhäuser Straße) in etwa 150 Meter Abstand nach Norden zu erreichen. Die Lage entspricht heute etwa dem Kreuzungsbereich der Breslauer mit der Ferdinand-Jost-Straße.

## Geschichte
Um die Wende zum 19. Jahrhundert war der Papierbedarf unter anderem durch die Entwicklung der Druckindustrie stark angestiegen. Deshalb wollte der Leipziger Kramer Johann Christoph Ludewig eine Anlage zur Papiererzeugung, zu dieser Zeit allgemein Papiermühle genannt, errichten. Damals waren Hadern der Faserrohstoff in der Papierherstellung. Diese Alttextilien mussten zerkleinert und aufgemahlen werden, wozu ein mühlenartiger Antrieb erforderlich war. Der Versuch, zusammen mit dem Pächter der bereits in Cospuden mit Wasserkraft betriebenen Papiermühle eine neue wasserbetriebene Anlage zu errichten, scheiterte.
Deshalb verlegte sich Ludewig auf den Windantrieb und ließ sich nach Prüfung verschiedener Standorte ab 1801 eine Windmühle vom Holländertyp bei Stötteritz errichten. Dazu kam ein Wohn- und Betriebshaus. Auf dem Gelände befand sich auch ein kleiner Teich zum Einweichen der Hadern. Voller Betrieb wurde 1803 erreicht.
Die Leistungsfähigkeit der Mühle und die Einrichtung des Betriebes geht aus einem Eintrag im Handbuch der Erfindungen, Band 10, von 1817 hervor, das den Reichsanzeiger Nr. 22 von 1802 zitiert:

„Der Zimmermeister C. F. Lüders in Leipzig, aus Greifswalde gebürtig, hat für den Herrn J. C. Ludewig zu Leipzig eine holländische Windmühle von besonders guter Einrichtung bey Stötteritz erbauet, durch welche bey mäßigem Winde alle zu einer Papiermühle gehörige Maschinen, nämlich 2 Holländer, ein Haderschneider, ein Rechen und ein Pumpenzeug, in Umtrieb gesetzt werden, und oft bleibt noch Kraft genug übrig, welche zur Bewegung eines Mehlmahlganges hinreichend seyn würde.“

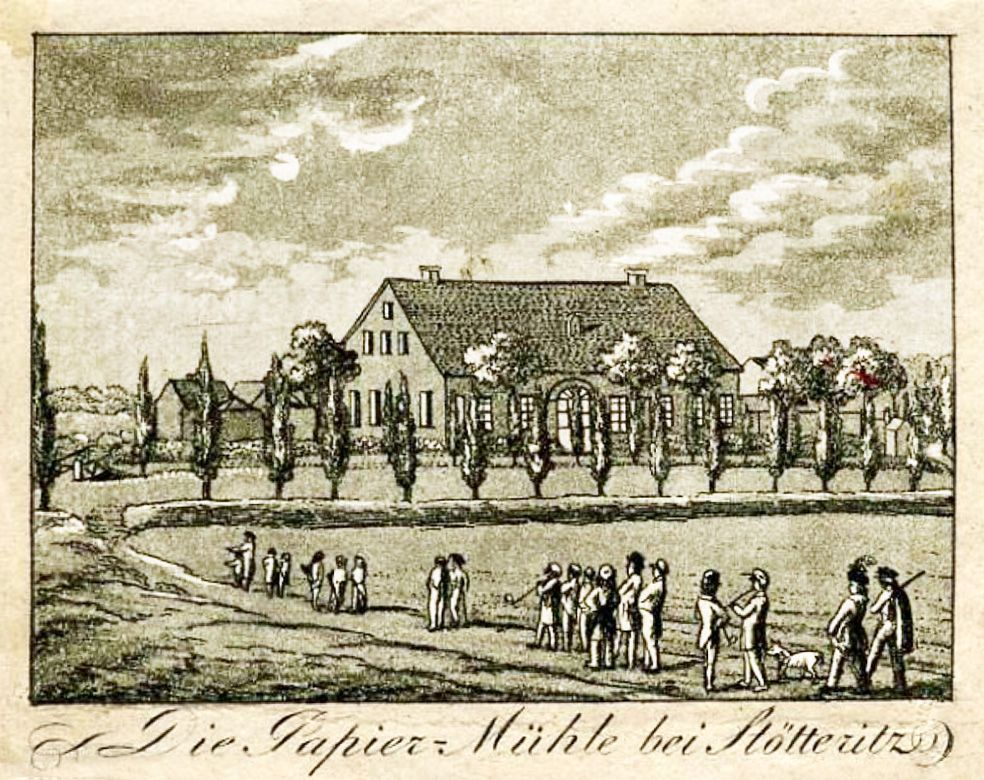
Die Papiermühle wurde ein beliebtes Ausflugslokal

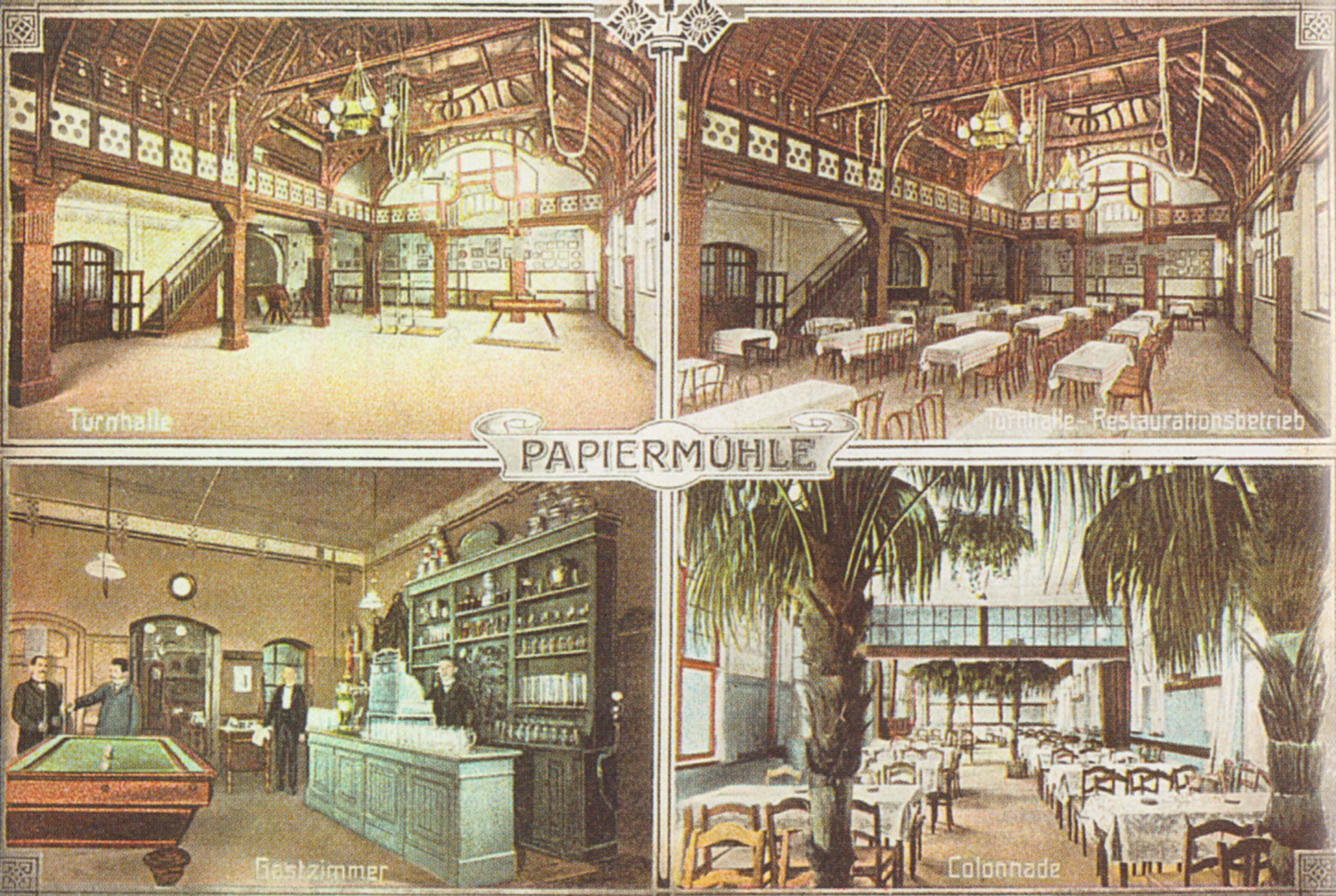
Das „Concert & Balletablissement Papiermühle“

Von den in Stötteritz hergestellten Papieren waren besonders die braunen Packpapiere gefragt. Diese wurden bisher vor allem aus England geliefert und waren damit von der Kontinentalsperre (1806–1814) betroffen. Ludewig hatte aber ständig mit Rohstoffmangel zu kämpfen, da er keine Erlaubnis zum Lumpensammeln besaß.
Im Dezember 1810 brannte die Mühle ab. Noch vor der Fertigstellung des Wiederaufbaus verstarb Ludewig 1814 schwer verschuldet. 1815 wurde das Grundstück versteigert.
1816 erhielt der neue Besitzer Friedrich Zwicker die Genehmigung, Kaffee und Flaschenbier auszuschenken, und sein Nachfolger Friedrich Löscher die Konzession zum Kuchenbacken. Die Papiermühle entwickelte sich bis über die Mitte des 19. Jahrhunderts zu einem beliebten Ausflugslokal der Leipziger.
Ab etwa 1880 begann die Erschließung des Geländes westlich des Dorfes durch die Anlage neuer Straßen, die mit Häusern städtischen Charakters bebaut wurden. An der an der Papiermühle vorbeiführenden Wasserturmstraße (heute Breslauer Straße) entstand um die Jahrhundertwende das „Concert & Balletablissement Papiermühle“. Neben verschiedenen Gasträumen gab es auch eine Turnhalle, die gastronomisch und wohl auch zu Konzerten genutzt wurde. Heute befindet sich hier das Balance Hotel Alte Messe.
1912 wurde in Erinnerung an die Papiermühle die von Stötteritz nach Reudnitz führende Leipziger Straße in Papiermühlstraße umbenannt.